# Раевский, Александр Владимирович
Александр Владимирович Раевский (19 июня 1988, Мозырь, Гомельская область) — белорусский футболист, защитник и опорный полузащитник.

## Биография
Воспитанник мозырского футбола, первый тренер — Леонид Давидович Нейтман. В 2005 году выступал за дубль клуба «Славия-Мозырь», а в следующем году перешёл в дублирующий состав «Днепра» (Могилёв).
Во взрослых соревнованиях дебютировал в ходе сезона 2006 года в клубе второй лиги «Горки». В 2007 году вернулся в могилёвский клуб и начал играть за его основной состав в высшей лиге, но не смог закрепиться в составе. За два с половиной года сыграл только 15 матчей за «Днепр» в высшей лиге, а преимущественно выступал в первенстве дублёров. В 2009 году «Днепр» стал бронзовым призёром чемпионата, однако игрок покинул клуб в ходе сезона, сыграв в том году 3 матча.
Летом 2009 года вернулся в «Славию», игравшую в первой лиге, и стал основным игроком клуба. В 2011 году со своим клубом стал победителем первой лиги. Однако после выхода клуба в высший дивизион потерял место в стартовом составе, за первую половину сезона 2012 года сыграл 8 матчей, в большинстве из них выходил на замену, и летом покинул команду. В 2013 году играл в первой лиге за «Химик» (Светлогорск). В 2014 году снова вернулся в «Славию», вылетевшую в первую лигу, стал игроком основы и помог клубу завоевать право на выход в высший дивизион со второго места. В Высшей лиге стал преимущественно выходить на замену, в сезоне 2016 стал чаще появляться в стартовом составе, тогда же стал использоваться в качестве защитника. В сезоне 2017 был основным опорным полузащитником мозырян. В следующем голу помог команде одержать победу во втором дивизионе и вернуться в элиту.
В 2019—2020 годах появлялся на поле нерегулярно, много пропускал из-за травм. В январе 2021 года продлил соглашение с мозырским клубом. В первой половине 2021 года преимущественно выходил в стартовом составе, с лета стал чаще появляться со скамейки запасных. В январе 2022 года по окончании контракта покинул «Славию».

## Достижения
- Победитель Первой лиги (2): 2011, 2018